# Cálculo
En general el término cálculo (del latín calculus, piedrecita, usado para contar o como ayuda al calcular) hace referencia al resultado correspondiente a la acción de calcular. Calcular, por su parte, consiste en realizar las operaciones necesarias para prever el resultado de una acción previamente concebida, o conocer las consecuencias que se pueden derivar de unos datos previamente conocidos.
No obstante, el uso más común del término «cálculo» es el lógico-matemático. Desde esta perspectiva, el cálculo consiste en un  procedimiento mecánico o algoritmo, mediante el cual podemos conocer las consecuencias que se derivan de las variables previamente conocidas debidamente formalizadas y simbolizadas.

## Cálculo como razonamiento y cálculo lógico-matemático
| Ejemplo de aplicación de un cálculo algebraico a la resolución de un problema, según la interpretación de una teoría física. |
| --- |
| La expresión del cálculo algebraico {\displaystyle y=xt}, indica las relaciones sintácticas que existen entre tres variables que no tienen significado alguno. Pero si interpretamos {\displaystyle y} como espacio, {\displaystyle x} como velocidad y {\displaystyle t} como tiempo, tal ecuación modeliza una teoría física que establece que el espacio recorrido por un móvil con velocidad constante es directamente proporcional a la velocidad con que se mueve y al tiempo que dura su movimiento. Al mismo tiempo, según dicha teoría, sirve para resolver el problema de calcular cuántos kilómetros ha recorrido un coche que circula de Madrid a Barcelona a una velocidad constante de 60 km/h durante 4 horas de recorrido. - 240 kilómetros recorridos = 60 km/h x 4 h |

Las dos acepciones del cálculo (la general y la restringida) arriba definidas están íntimamente ligadas. El cálculo es una actividad natural y primordial en el hombre, que comienza en el mismo momento en que empieza a relacionar unas cosas con otras en un pensamiento o discurso. El cálculo lógico natural como razonamiento es el primer cálculo elemental del ser humano. El cálculo en sentido lógico-matemático aparece cuando se toma conciencia de esta capacidad de razonar y trata de formalizarse.
Por lo tanto, podemos distinguir dos tipos de operaciones:
1. Operaciones orientadas hacia la consecución de un fin, como prever, programar, conjeturar, estimar, precaver, prevenir, proyectar, configurar, etc. que incluyen en cada caso una serie de complejas actividades y habilidades tanto de pensamiento como de conducta. En su conjunto dichas actividades adquieren la forma de argumento o razones que justifican una finalidad práctica o cognoscitiva.
2. Operaciones formales como algoritmo que se aplica bien directamente a los datos conocidos o a los esquemas simbólicos de la interpretación lógico-matemática de dichos datos; las posibles conclusiones, inferencias o deducciones de dicho algoritmo son el resultado de la aplicación de reglas estrictamente establecidas de antemano.

Resultado que es:
Conclusión de un proceso de razonamiento.
Resultado aplicable directamente a los datos iniciales (resolución de problemas).
Modelo de relaciones previamente establecido como teoría científica y significativo respecto a determinadas realidades (Creación de modelos científicos).
Mero juego formal simbólico de fundamentación, creación y aplicación de las reglas que constituyen el sistema formal del algoritmo (Cálculo lógico-matemático, propiamente dicho).
Dada la importancia que históricamente ha adquirido la actividad lógico-matemática en la cultura humana el presente artículo se refiere a este último sentido.

De hecho la palabra, en su uso habitual, casi queda restringida a este ámbito de aplicación; para algunos, incluso, queda reducida a un solo tipo de cálculo matemático, pues en algunas universidades se llamaba «Cálculo» a una asignatura específica de cálculo matemático (como puede ser el cálculo infinitesimal, análisis matemático, cálculo diferencial e integral, etc.).
En un artículo general sobre el tema no puede desarrollarse el contenido de lo que supone el cálculo lógico-matemático en la actualidad.

Aquí se expone solamente el fundamento de sus elementos más simples, teniendo en cuenta que sobre estas estructuras simples se construyen los cálculos más complejos tanto en el aspecto lógico como en el matemático.

## Historia del cálculo

### De la Antigüedad

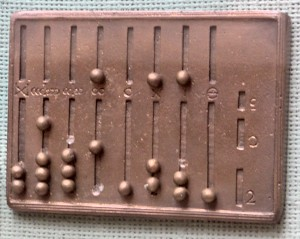
Reconstrucción de un ábaco romano.

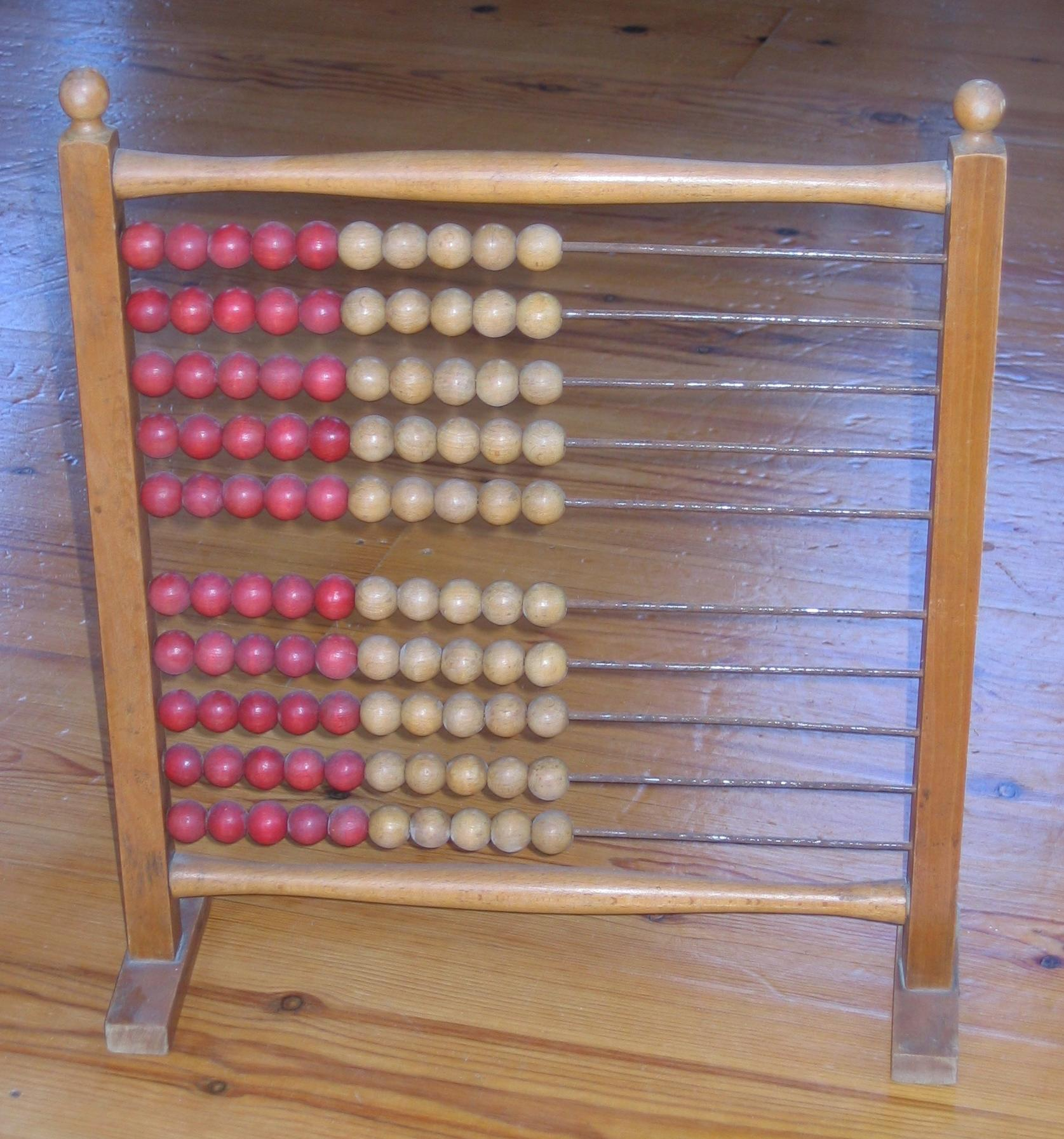
Un ábaco moderno.

El término «cálculo» procede del latín calculus, piedrecita que se mete en el calzado y que produce molestia. Precisamente, tales piedrecitas ensartadas en tiras constituían el ábaco romano que, junto con el suanpan chino, constituyen las primeras máquinas de calcular en el sentido de contar.
Los antecedentes de procedimiento de cálculo, como algoritmo, se encuentran en los que utilizaron los geómetras griegos, Eudoxo en particular, en el sentido de llegar por aproximación de restos cada vez más pequeños, a una medida de figuras curvas; así como Diofanto precursor del álgebra.
Se considera que Arquímedes fue uno de los matemáticos más grandes de la antigüedad y, en general, de toda la historia. Usó el método exhaustivo para calcular el área bajo el arco de una parábola con el sumatorio de una serie infinita, y dio una aproximación extremadamente precisa del número Pi. También definió la espiral que lleva su nombre, fórmulas para los volúmenes de las superficies de revolución y un ingenioso sistema para expresar números muy largos.
La consideración del cálculo como una forma de razonamiento abstracto aplicado en todos los ámbitos del conocimiento se debe a Aristóteles, quien en sus escritos lógicos fue el primero en formalizar y simbolizar los tipos de razonamientos categóricos (silogismos). Este trabajo sería completado más tarde por los estoicos, los megáricos, la Escolástica.
Los algoritmos actuales del cálculo aritmético, utilizados universalmente, son fruto de un largo proceso histórico. De vital importancia son las aportaciones de Muhammad ibn al-Juarismi en el siglo IX;
En el siglo XIII, Fibonacci introduce en Europa la representación de los números arábigos del sistema decimal. Se introdujo el 0, ya de antiguo conocido en la India y se construye definitivamente el sistema decimal de diez cifras con valor posicional. La escritura antigua de números en Babilonia, en Egipto, en Grecia o en Roma, hacía muy difícil un procedimiento mecánico de cálculo.
El sistema decimal fue muy importante para el desarrollo de la contabilidad de los comerciantes de la Baja Edad Media, en los inicios del capitalismo.
El concepto de función por tablas ya era practicado de antiguo pero adquirió especial importancia en la Universidad de Oxford en el siglo XIV. La idea de un lenguaje o algoritmo capaz de determinar todas las verdades, incluidas las de la fe, aparecen en el intento de Raimundo Lulio en su Ars Magna
A fin de lograr una operatividad mecánica se confeccionaban unas tablas a partir de las cuales se podía generar un algoritmo prácticamente mecánico. Este sistema de tablas ha perdurado en algunas operaciones durante siglos, como las tablas de logaritmos, o las funciones trigonométricas; las tablas venían a ser como la calculadora de hoy día; un instrumento imprescindible de cálculo. Las amortizaciones de los créditos en los bancos, por ejemplo, se calculaban a partir de tablas elementales hasta que se produjo la aplicación de la informática en el tercer tercio del siglo XX.
A finales de la Edad Media la discusión entre los partidarios del ábaco y los partidarios del algoritmo se decantó claramente por estos últimos. De especial importancia es la creación del sistema contable por partida doble recomendado por Luca Pacioli fundamental para el progreso del capitalismo en el Renacimiento.

### Renacimiento
El sistema que usamos actualmente fue introducido por Luca Pacioli en 1494, el cual fue creado y desarrollado para responder a la necesidad de la contabilidad en los negocios de la burguesía renacentista.
El desarrollo del álgebra (con la introducción de un sistema de símbolos por un lado, y la resolución de problemas por medio de las ecuaciones) vino de la mano de los grandes matemáticos de la época renacentista como Tartaglia, Stevin, Cardano o Vieta y fue esencial para el planteamiento y solución de los más diversos problemas que surgieron en la época, que dieron como consecuencia los grandes descubrimientos que hicieron posible el progreso científico que surgiría en el siglo XVII.

### SiglosXVIIyXVIII

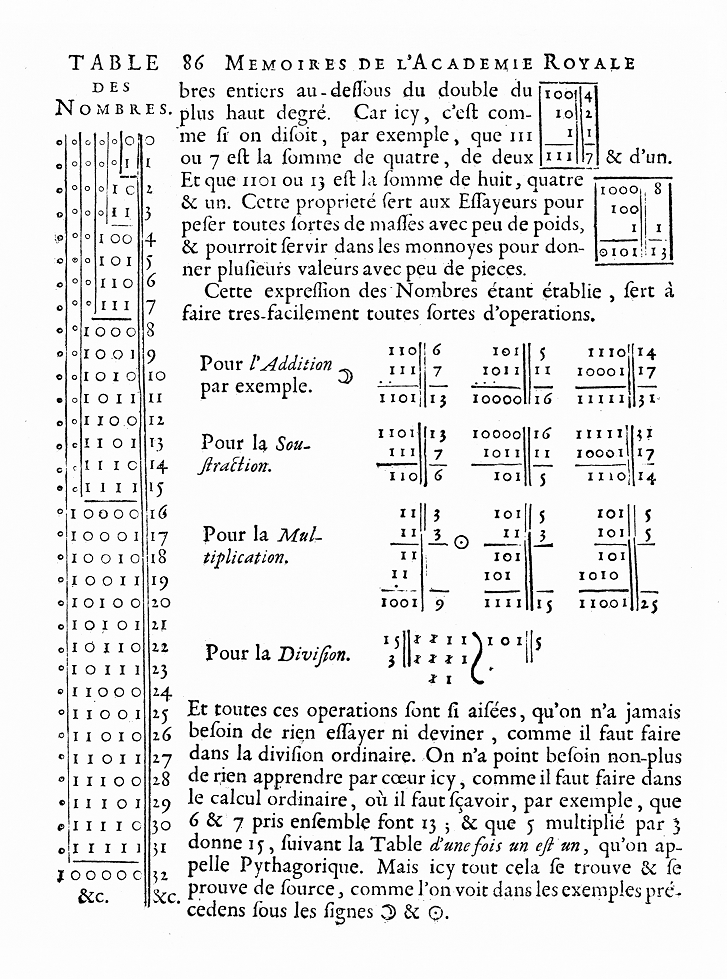
Página del artículo de Leibniz "Explication de l'Arithmétique Binaire", 1703/1705

En el siglo XVII el cálculo conoció un enorme desarrollo siendo los autores más destacados Descartes, Pascal y, finalmente, Leibniz y Newton con el cálculo infinitesimal que en muchas ocasiones ha recibido simplemente, por absorción, el nombre de cálculo.
El concepto de cálculo formal en el sentido de algoritmo reglado para el desarrollo de un razonamiento y su aplicación al mundo de lo real, adquiere una importancia y desarrollo enorme respondiendo a una necesidad de establecer relaciones matemáticas entre diversas medidas, esencial para el progreso de la ciencia física que, debido a esto, es tomada como nuevo modelo de Ciencia frente a la especulación tradicional filosófica, por el rigor y seguridad que ofrece el cálculo matemático. Cambia así el sentido tradicional de la Física como filosofía de la naturaleza y toma el sentido de ciencia que estudia los cuerpos materiales, en cuanto materiales.
A partir de entonces el propio sistema de cálculo permite establecer modelos sobre la realidad física, cuya comprobación experimental supone la confirmación de la teoría como sistema. Es el momento de la consolidación del llamado método científico cuyo mejor exponente es en aquel momento la Teoría de la Gravitación Universal y las leyes de la Mecánica de Newton.

### SiglosXIXyXX

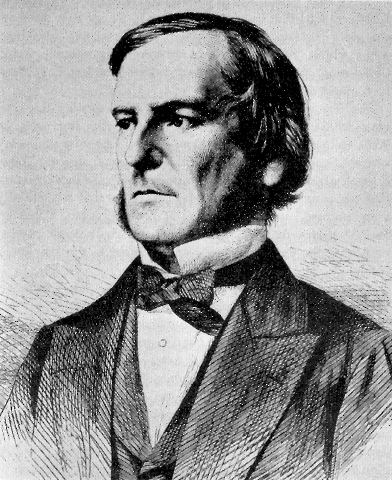
George Boole

Durante el siglo XIX y XX el desarrollo científico y la creación de modelos teóricos fundados en sistemas de cálculo aplicables tanto en mecánica como en electromagnetismo y radioactividad, etc., así como en astronomía fue impresionante. Las geometrías no euclidianas encuentran aplicación en modelos teóricos de astronomía y física. El mundo deja de ser un conjunto de infinitas partículas que se mueven en un espacio-tiempo absoluto y se convierte en un espacio de configuración o espacio de fases de {\displaystyle n} dimensiones que físicamente se hacen consistentes en la teoría de la relatividad, la mecánica cuántica, la teoría de cuerdas, etc., que cambia por completo la imagen del mundo físico.
La lógica asimismo sufrió una transformación radical. La formalización simbólica fue capaz de integrar las leyes lógicas en un cálculo matemático, hasta el punto que la distinción entre razonamiento lógico-formal y cálculo matemático viene a considerarse como meramente utilitaria.
En la segunda mitad del siglo XIX y primer tercio del XX, a partir del intento de formalización de todo el sistema matemático, Frege, y de matematización de la lógica, (Bolzano, Boole, Whitehead, Russell) fue posible la generalización del concepto como cálculo lógico. Se lograron métodos muy potentes de cálculo, sobre todo a partir de la posibilidad de tratar como «objeto» conjuntos de infinitos elementos, dando lugar a los números transfinitos de Cantor.
Mediante el cálculo la lógica encuentra nuevos desarrollos como lógicas modales y lógicas polivalentes.
Los intentos de axiomatizar el cálculo como cálculo perfecto por parte de Hilbert y Poincaré, llevaron, como consecuencia de diversas paradojas (Cantor, Russell, etc.) a nuevos intentos de axiomatización, Axiomas de Zermelo-Fraenkel y a la demostración de Gödel de la imposibilidad de un sistema de cálculo perfecto: consistente, decidible y completo en 1931, de grandes implicaciones lógicas, matemáticas y científicas.

### Actualidad
En la actualidad, el cálculo en su sentido más general, en tanto que cálculo lógico interpretado matemáticamente como sistema binario, y físicamente hecho material mediante la lógica de circuitos electrónicos, ha adquirido una dimensión y desarrollo impresionante por la potencia de cálculo conseguida por los ordenadores, propiamente máquinas computadoras. La capacidad y velocidad de cálculo de estas máquinas hace lo que humanamente sería imposible: millones de operaciones por segundo.
El cálculo así utilizado se convierte en un instrumento fundamental de la investigación científica por las posibilidades que ofrece para la modelización de las teorías científicas, adquiriendo especial relevancia en ello el cálculo numérico.

## Cálculo infinitesimal: breve reseña
El cálculo infinitesimal, llamado por brevedad «cálculo», tiene su origen en la antigua geometría griega. Demócrito calculó el volumen de pirámides y conos considerándolos formados por un número infinito de secciones de grosor infinitesimal (infinitamente pequeño). Eudoxo y Arquímedes utilizaron el «método de agotamiento» o exhaución para encontrar el área de un círculo con la exactitud finita requerida mediante el uso de polígonos regulares inscritos de cada vez mayor número de lados. En el periodo tardío de Grecia, el neoplatónico Pappus de Alejandría hizo contribuciones sobresalientes en este ámbito. Sin embargo, las dificultades para trabajar con números irracionales y las paradojas de Zenón de Elea impidieron formular una teoría sistemática del cálculo en el periodo antiguo. 
En el siglo XVII, Cavalieri y Torricelli ampliaron el uso de los infinitesimales, Descartes y Fermat utilizaron el álgebra para encontrar el área y las tangentes (integración y derivación en términos modernos). Fermat e Isaac Barrow tenían la certeza de que ambos cálculos estaban relacionados, aunque fueron Newton (hacia 1660), en Inglaterra y Leibniz en Alemania (hacia 1670) quienes demostraron que los problemas del área y la tangente son inversos, lo que se conoce como teorema fundamental del cálculo. Leibniz es el creador del simbolismo de la derivada, diferencial y la ∫ estilizada para la integración, en vez de la I de Bernoulli. Usó el nombre de cálculo diferencial y el nombre de cálculo integral propuso Juan Bernoulli, que sustituyó al nombre de 'cálculo sumatorio' de Leibniz. La simbología de Leibniz impulsó el avance del cálculo en Europa continental.
El descubrimiento de Newton, a partir de su teoría de la gravitación universal, fue anterior al de Leibniz, pero el retraso en su publicación aún provoca controversias sobre quién de los dos fue el primero. Newton utilizó el cálculo en mecánica en el marco de su tratado «Principios matemáticos de filosofía natural», obra científica por excelencia, llamando a su método de «fluxiones». Leibniz utilizó el cálculo en el problema de la tangente a una curva en un punto, como límite de aproximaciones sucesivas, dando un carácter más filosófico a su discurso. Sin embargo, terminó por adoptarse la notación de Leibniz por su versatilidad. 
En el siglo XVIII aumentó considerablemente el número de aplicaciones del cálculo, pero el uso impreciso de las cantidades infinitas e infinitesimales, así como la intuición geométrica, causaban todavía confusión y duda sobre sus fundamentos. De hecho, la noción de límite, central en el estudio del cálculo, era aún vaga e imprecisa en ese entonces. Uno de sus críticos más notables fue el filósofo George Berkeley. 
En el siglo XIX el trabajo de los analistas matemáticos sustituyeron esas vaguedades por fundamentos sólidos basados en cantidades finitas: Bolzano y Cauchy definieron con precisión los conceptos de límite en términos de épsilon-delta y de derivada, Cauchy y Riemann hicieron lo propio con las integrales, y Dedekind y Weierstrass con los números reales. Fue el periodo de la fundamentación del cálculo. Por ejemplo, se supo que las funciones diferenciables son continuas y que las funciones continuas son integrables, aunque los recíprocos son falsos. En el siglo XX, el análisis no convencional, legitimó el uso de los infinitesimales, al mismo tiempo que la aparición de las computadoras ha incrementado las aplicaciones y velocidad del cálculo.
Actualmente, el cálculo infinitesimal tiene un doble aspecto: por un lado, se ha consolidado su carácter disciplinario en la formación de la sociedad culta del conocimiento, destacando en este ámbito textos propios de la disciplina como el de Louis Leithold, el de Earl W. Swokowski o el de James Stewart entre muchos otros; por otro su desarrollo como disciplina científica que ha desembocado en ámbitos tan especializados como el cálculo fraccional, la teoría de funciones analíticas de variable compleja o el análisis matemático. El éxito del cálculo ha sido extendido con el tiempo a las ecuaciones diferenciales, al cálculo de vectores, al cálculo de variaciones, al análisis complejo y a las topología algebraica y topología diferencial entre muchas otras ramas.
El desarrollo y uso del cálculo ha tenido efectos muy importantes en casi todas las áreas de la vida moderna: es fundamento para el cálculo numérico aplicado en casi todos los campos técnicos y/o científicos cuya principal característica es la continuidad de sus elementos, en especial en la física. Prácticamente todos los desarrollos técnicos modernos como la construcción, aviación, transporte, meteorología, etc., hacen uso del cálculo. Muchas fórmulas algebraicas se usan hoy en día en balística, calefacción, refrigeración, etc.
Como complemento del cálculo, en relación con sistemas teóricos o físicos cuyos elementos carecen de continuidad, se ha desarrollado una rama especial conocida como Matemática discreta.
Recientemente, se ha desarrollado el Cálculo Fraccional de Conjuntos (en inglés, Fractional Calculus of Sets o FCS) como una metodología derivada del Cálculo Fraccional. Esta metodología, mencionada por primera vez en el artículo "Sets of Fractional Operators and Numerical Estimation of the Order of Convergence of a Family of Fractional Fixed-Point Methods", tiene como objetivo caracterizar y organizar los elementos del cálculo fraccional mediante el uso de conjuntos, aprovechando la variedad de operadores fraccionales disponibles en la literatura.
Actualmente, el cálculo fraccional carece de una definición unificada de lo que constituye una derivada fraccional. En consecuencia, cuando no es necesario especificar explícitamente la forma de una derivada fraccional, típicamente se denota de la siguiente manera:
Los operadores fraccionales tienen varias representaciones, pero una de sus propiedades fundamentales es que recuperan los resultados del cálculo tradicional a medida que {\displaystyle \alpha \to n}. Considerando una función escalar {\displaystyle h:\mathbb {R} ^{m}\to \mathbb {R} } y la base canónica de {\displaystyle \mathbb {R} ^{m}} denotada por {\displaystyle \{{\hat {e}}_{k}\}_{k\geq 1}}, el siguiente operador fraccional de orden {\displaystyle \alpha } se define utilizando notación de Einstein:
Denotando {\displaystyle \partial _{k}^{n}} como la derivada parcial de orden {\displaystyle n} con respecto al componente {\displaystyle k}-ésimo del vector {\displaystyle x}, se define el siguiente conjunto de operadores fraccionales:

## Cálculo lógico
El cálculo lógico es un sistema de reglas de inferencia o deducción de un enunciado a partir de otro u otros. El cálculo lógico requiere un conjunto consistente de axiomas y unas reglas de inferencia; su propósito es poder deducir algorítmicamente proposiciones lógicas verdaderas a partir de dichos axiomas. La inferencia es una operación lógica que consiste en obtener una proposición lógica como conclusión a partir de otra(s) (premisas) mediante la aplicación de reglas de inferencia.
Informalmente interpretamos que alguien infiere —o deduce— T de R si acepta que si R tiene valor de verdad V, entonces, necesariamente, T tiene valor de verdad V. Sin embargo, en el enfoque moderno del cálculo lógico no es necesario acudir al concepto de verdad, para construir el cálculo lógico.
Los hombres en nuestra tarea diaria, utilizamos constantemente el razonamiento deductivo. Partimos de enunciados empíricos —supuestamente verdaderos y válidos— para concluir en otro enunciado que se deriva de aquellos, según las leyes de la lógica natural.
La lógica, como ciencia formal, se ocupa de analizar y sistematizar dichas leyes, fundamentarlas y convertirlas en las reglas que permiten la transformación de unos enunciados —premisas- en otros -conclusiones— con objeto de convertir las operaciones en un algoritmo riguroso y eficaz, que garantiza que dada la verdad de las premisas, la conclusión es necesariamente verdadera.
Al aplicar las reglas de un cálculo lógico a los enunciados de un argumento mediante la simbolización adecuada como fórmulas o 
expresiones bien formadas (EBF) del cálculo, construimos un modelo o sistema deductivo. En ese contexto, las reglas de formación de fórmulas definen la sintaxis de un lenguaje formal de símbolos no interpretados, es decir, sin significado alguno; y las reglas de transformación del sistema permiten transformar dichas expresiones en otras equivalentes; entendiendo por equivalentes que ambas tienen siempre y de forma necesaria el mismo valor de verdad. Dichas transformaciones son meramente tautologías. 
Un lenguaje formal que sirve de base para el cálculo lógico está formado por varias clases de entidades:
1. Un conjunto de elementos primitivos. Dichos elementos pueden establecerse por enumeración, o definidos por una propiedad tal que permita discernir sin duda alguna cuándo un elemento pertenece o no pertenece al sistema.
2. Un conjunto de reglas de formación de «expresiones bien formadas» (EBF) que permitan en todo momento establecer, sin forma de duda, cuándo una expresión pertenece al sistema y cuándo no.
3. Un conjunto de reglas de transformación de expresiones, mediante las cuales partiendo de una expresión bien formada del cálculo podremos obtener una nueva expresión equivalente y bien formada que pertenece al cálculo.

Cuando en un cálculo así definido se establecen algunas expresiones determinadas como verdades primitivas o axiomas, decimos que es un sistema formal axiomático. Un cálculo así definido si cumple al mismo tiempo estas tres condiciones decimos que es un Cálculo Perfecto:
1. Es consistente: No es posible que dada una expresión bien formada del sistema, ƒ, y su negación, no – ƒ, sean ambas teoremas del sistema. No puede haber contradicción entre las expresiones del sistema.
2. Decidible: Dada cualquier expresión bien formada del sistema podemos encontrar un método que nos permita decidir mediante una serie finita de operaciones si dicha expresión es o no es un teorema del sistema.
3. Completo: Cuando dada cualquier expresión bien formada del sistema, podemos establecer la demostración matemática o prueba de que es un teorema del sistema.

La misma lógica-matemática ha demostrado que tal sistema de cálculo perfecto «no es posible» (véase el Teorema de Gödel).

### Sistematización de un cálculo de deducción natural

#### Reglas de formación de fórmulas
I. Una letra enunciativa (con o sin subíndice) es una EBF.
II. Si A es una EBF,  ¬ A también lo es.
III. Si A es una EBF y B también, entonces  A ∧ B;   A ∨ B;    A → B;    A ↔ B,    también lo son.
IV. Ninguna expresión es una fórmula del Cálculo sino en virtud de I, II, III.
Notas:
- A, B, … con mayúsculas están utilizadas como metalenguaje en el que cada variable expresa cualquier proposición, atómica (p,q,r,s, …) o molecular (p ∧ q), (p ∨ q), …309>100
- A, B, … son símbolos que significan variables;     ¬, ∧, ∨, →, ↔, son símbolos constantes.
- Existen diversas formas de simbolización. Utilizamos aquí la de uso más frecuente en España.

#### Reglas de transformación de fórmulas
1) Regla de sustitución (R.T.1):
Dada una tesis EBF del cálculo, en la que aparecen variables de enunciados, el resultado de sustituir una, algunas o todas esas variables por expresiones bien formadas (EBF) del cálculo, será también una tesis EBF del cálculo. Y ello con una única restricción, si bien muy importante: cada variable ha de ser sustituida siempre que aparece y siempre por el mismo sustituto.
Veamos el ejemplo:
| 1 | [(p ∧ q) ∨ r] → t ∨ s | Transformación                         |
| 2 | A ∨ r → B             | Donde A = (p ∧ q); y donde B = (t ∨ s) |
| 3 | C → B                 | Donde C = A ∨ r                        |

O viceversa
| 1 | C → B                 | Transformación                         |
| 2 | A ∨ r → B             | Donde A ∨ r = C                        |
| 3 | [(p ∧ q) ∨ r] → t ∨ s | Donde (p ∧ q) = A; y donde (t ∨ s) = B |

2) Regla de separación (R.T.2): 
Si X es una tesis EBF del sistema y lo es también X → Y, entonces Y es una tesis EBF del sistema.

### Esquemas de inferencia
Sobre la base de estas dos reglas, siempre podremos reducir un argumento cualquiera a la forma:
[A ∧ B ∧ C … ∧ N] → Y
lo que constituye un esquema de inferencia en el que una vez conocida la verdad de cada una de las premisas A, B, … N y, por tanto, de su producto, podemos obtener la conclusión Y con valor de verdad V, siempre y cuando dicho esquema de inferencia sea una ley lógica, es decir su tabla de verdad nos muestre que es una tautología. 
Por la regla de separación podremos concluir Y, de forma independiente como verdad.
Dada la poca operatividad de las tablas de verdad, el cálculo se construye como una cadena deductiva aplicando a las premisas o a los teoremas deducidos las leyes lógicas utilizadas como reglas de transformación, como se expone en cálculo lógico.

### El lenguaje natural como modelo de un cálculo lógico
Naturalmente el cálculo lógico es útil porque puede tener aplicaciones, pero ¿en qué consisten o cómo se hacen tales aplicaciones?
Podemos considerar que el lenguaje natural es un modelo de C si podemos someterlo, es decir, aplicarle una correspondencia en C.
Para ello es necesario someter al lenguaje natural a un proceso de formalización de tal forma que podamos reducir las expresiones lingüísticas del lenguaje natural a EBF de un cálculo mediante reglas estrictas manteniendo el sentido de verdad lógica de dichas expresiones del lenguaje natural. Esto es lo que se expone en cálculo lógico.
Las diversas formas en que tratemos las expresiones lingüísticas formalizadas como proposiciones lógicas dan lugar a sistemas diversos de formalización y cálculo:
- Cálculo proposicional o cálculo de enunciados

Cuando se toma la oración simple significativa del lenguaje natural con posible valor de verdad o falsedad como una proposición atómica, como un todo sin analizar.
- Cálculo como lógica de clases

Cuando se toma la oración simple significativa del lenguaje natural con posible valor de verdad o falsedad como resultado del análisis de la oración como una relación de individuos o posibles individuos que poseen o no poseen una propiedad común determinada como pertenecientes o no pertenecientes a una clase natural o a un conjunto como individuos.
- Cálculo de predicados o cuantificacional

Cuando se toma la oración simple significativa del lenguaje natural con posible valor de verdad o falsedad como resultado del análisis de la misma de forma que una posible función predicativa (P), se predica de unos posibles sujetos variables (x) [tomados en toda su posible extensión: (Todos los x); o referente a algunos indeterminados: (algunos x)], o de una constante individual existente (a).
- Cálculo como lógica de relaciones

Cuando se toma la oración simple significativa con posible valor de verdad propio, verdadero o falso, como resultado del análisis de la oración como una relación R que se establece entre un sujeto y un predicado.

La simbolización y formación de EBFs en cada uno de esos cálculos, así como las reglas de cálculo se trata en cálculo lógico.